# Novobjegokai
Novobjegokai - Новобжегокай (rus) - és un aül de la República d'Adiguèsia, a Rússia. Es troba a la vora dreta del riu Afips, a l'inici de l'embassament de Xapsug, a 12 km a l'oest de Takhtamukai i a 106 km al nord-oest de Maikop, la capital de la república.
Pertany al municipi d'Enem.